# Schlesische Verlags-Anstalt
Die Schlesische Verlags-Anstalt (vorm. S. Schottlaender) war ein Verlag in Berlin von 1906 bis 1935.
Sie ist zu unterscheiden von der Schlesischen Buchdruckerei, Kunst- und Verlags-Anstalt, vormals S. Schottlaender in Breslau und vom Verlag L. Schottlaender & Co. in Berlin.

## Geschichte
1876 gründete Salo Schottländer in Breslau eine Verlagsbuchhandlung. 1889 ging daraus die Schlesische Buchdruckerei, Kunst- und Verlags-Anstalt v. S. Schottlaender hervor.
1906 wurde dazu S. Schottlaenders Schlesische Verlags-Anstalt in Berlin unter Mitwirkung von Alexander Jadassohn vom Verlag Harmonie gegründet. Diese übernahm Verlagsrechte einiger Publikationen aus Breslau. Ob Salo Schottlaender selber auch aktiv am neuen Berliner Verlag beteiligt war, ist unsicher.
Seit 1912 hieß dieser Schlesische Verlags-Anstalt (vorm. S. Schottlaender). Leiter war Georg Michel. 1921 war Otto Michel mitbeteiligt.
Der Verlag bestand bis 1935. Danach wurde er wahrscheinlich vom Josef Singer Verlag übernommen und stellte seine eigene Verlagstätigkeit ein.

## Publikationen
In der Schlesischen Verlags-Anstalt erschien vor allem belletristische Literatur wie Romane und Erzählungen. Dazu kam die Biographienreihe Berühmte Musiker.
Bekannte Autoren waren Georges Simenon und andere.